# Crestur, Bihor
Crestur (în maghiară Apátkeresztúr, colocvial Keresztúr) este un sat în comuna Petreu din județul Bihor, Crișana, România.